# Bruno Mingeon
Bruno Mingeon (Bourg-Saint-Maurice, 7 settembre 1967) è un bobbista francese.

## Biografia
Ai XVIII Giochi olimpici invernali (edizione disputatasi nel 1998 a Nagano, Giappone) vinse la medaglia di bronzo nel Bob a 4 con i connazionali Emmanuel Hostache, Max Robert e Éric Le Chanony stessa medaglia conquistata dalla nazionale britannica, venendo superate dalla nazionale svizzera (medaglia d'argento) e tedesca a cui andò la medaglia d'oro. 
Il tempo totalizzato fu di 2:40,06, (stesso tempo totalizzò la nazionale britannica) con differenza minima rispetto alle altre classificate: 2:40,01 e 2:39,41 i loro tempi. 
Inoltre ai campionati mondiali vinse alcune medaglie:
- nel 1999, bronzo nel bob a due con Emmanuel Hostache[3] e oro nel bob a quattro con Emmanuel Hostache, Max Robert e Éric Le Chanony[4]